# Luigi Chiavellati
Luigi Chiavellati (Terni, 30 gennaio 1902 – Passo Uarieu, 21 gennaio 1936) è stato un militare italiano, insignito della medaglia d'oro al valor militare alla memoria nel corso della guerra d'Etiopia.

## Biografia
Nacque a Terni il 30 gennaio 1902, figlio di Giuseppe e Teresa Bertuzzi. 
Di origine veneta, appartenente ad famiglia di patrioti, all'età di diciotto anni prese parte alla marcia su Ronchi con i volontari di Gabriele D'Annunzio e poi rimase ferito durante i combattimenti del Natale di sangue. Conseguita la laurea in medicina presso l'università di Perugia, fu quindi ammesso alla Scuola di Sanità Militare di Firenze uscendone con il grado di sottotenente medico di complemento nel 1927, assegnato al 1º Reggimento artiglieria da campagna per il servizio di prima nomina. Posto in congedo, venne nominato medico condotto a Foligno. Richiamato alle armi nel Regio Esercito nell'ottobre 1935 per le esigenze legate alla guerra d'Etiopia, fu destinato, a domanda, nella 112ª Legione CC.NN. della Milizia Volontaria Sicurezza Nazionale mobilitata con il grado di capomanipolo medico raggiungeva la zona di operazioni in Africa Orientale nel gennaio 1936. Assegnato al IV Battaglione CC.NN. d'Eritrea, 1º Gruppo battaglioni Diamanti, cadde in combattimento il 21 dello stesso mese a Passo Uarieu, e fu decorato con la medaglia d'oro al valor militare alla memoria.

### Fonti
1. 1 2 3 4 5  Combattenti Liberazione.
2. 1 2 3  Gruppo Medaglie d'Oro al Valor Militare 1965, p. 141.
3. ↑   Medaglia d'oro al valor militare Chiavellati, Luigi, su quirinale.it, Quirinale. URL consultato l'11 luglio 2021.